# 輪作
輪作也稱輪耕，是指在同一塊土地輪流種植不同的作物，例如蕪菁或苜蓿，有助減少土壤侵蝕、保持土地肥力及增加產量。
不同作物通常對特定養分需求不同，輪流種植不同作物甚至可補充特定養分；例如豆科植物具有根瘤菌，可以将大气的氮固定到土壤，从而提高土壤的肥力，使其他類型作物提高產量。此外由於害蟲通常只會侵襲特定植物，輪流種植不同作物可中止害蟲的生長週期，減少蟲患。輪作可避免連作（連續多季種植同一作物）的諸多缺點。

## 歷史
農學家早已認識到合適的輪作——如在春季種植用作飼料的作物，而非種植供人食用的穀物——能恢復或保持土地的肥力。早在公元前6000年，古代近東的農民已會交替種植豆科植物和穀物。

### 歐洲的輪作制度

#### 二圃制
二圃制將土地分為兩半，一半休耕，一半耕作，逐年調換。歐洲約在公元9世紀逐漸以三圃制取代二圃制。

#### 三圃制
從中世紀晚期到20世紀，歐洲農民均使用三圃制，將土地分為三塊。一片在秋季種植裸麥或小麥，在春季則種植燕麥或大麥。另一片則種植豌豆、小扁豆等豆科植物。最後一片則休耕。三片土地輪換，使得一片土地每隔三年就得以休耕恢復肥力。在二圃制下，只有二分之一的土地會種植作物，而在三圃制下則有三分之二的土地能種植作物，讓可用於種植的土地增加六分之一。額外的作物除了增加糧食產量，亦能在春季收穫時補充北歐居民的營養。

### 中國的輪作制度
與歐洲的輪作制度不同，中國在戰國時期及以後實行精耕細作，廢棄休耕而使用輪作復種、雙季連作、間作套種等辦法保持土地肥力。

#### 輪作復種制
秦漢至隋唐時期，北方廣泛推行了輪作復種制。
輪作復種制是中國古代耕作制度的主要組成部份。輪作是在一定的年限內，於一塊田地上，按預定的次序輪流種植不同的農作物，而復種是指在同一塊土地上，一年內種植農作物一次以上。中國古代各種復種次數的多少，主要根據各地的自然條件和生產條件的不同而異，一般是北方少而南方多。這一時期，中國北方發展了兩年三熟的輪作復種制，南方則發展了一年兩熟的輪作復種制。首先人們進行豆類作物和穀類作物的合理輪作，充分利用豆科作物在生物固氮方面的養地作用，同時採取綠肥作物與糧食作物輪作復種，充分發揮綠肥的養地作用，提高土壤肥沃性。

#### 間作套種制
宋元至明清時期，間作套種制被大力推廣。套種是指於前季作物生長的後期，將後季作物播種或栽種在前季作物的株、行間或畦間的種植法，以解決茬口的矛盾。間作套種制有助提高復種指數、增加面積單位產量。如麥行間套種棉花或稻行間套種綠肥。在加強生物因素養地方面，除廣泛應用豆穀輪作和肥糧作物輪作復種外，還發展了許多不同的新方法。到了清朝，不但豐富和發展了間作套種制，而且將間套復種綜合運用，全面發展，逐步形成了三位一體的農作制度。

## 另見
- 輪耕